# Жеља
Жеља је свесна или несвесна тежња која стреми задовољењу на стваран или имагинаран начин. У психоанализи, један од важних појмова, који обично указује на забрањену и несвесно сузбијану тежњу. Ове забрањене изворне жеље никада се не могу у потпуности задовољити. Када је нагонској жељи ускраћено задовољење на првобитном објекту, тада долази до њеног померања, што је често узрок поремећаја.